# Kevin Jansen
Kevin Jansen (* 17. April 1992 in Hoogvliet, Südholland) ist ein niederländischer Fußballspieler.

## Karriere

### Verein
Jansen wechselte 2000 von seinem Heimatverein Rijnmond Hoogvliet Sport in den Nachwuchs des Erstligisten Feyenoord Rotterdam. Hier wurde er 2009 zwar  niederländischer U-17-Meister, doch nach dem Ende seiner Jugendzeit spielte er nur in dessen Reservemannschaft. Es folgte eine Ausleihe zu Excelsior Rotterdam und im Sommer 2012 der feste Wechsel zu ADO Den Haag. Für den Erstligisten war er fünf Spielzeiten aktiv und ging dann weiter zum NEC Nijmegen sowie SC Cambuur, die beide in der Eerste Divisie aktiv waren. Dann folgte ein halbjähriges Gastspiel beim Gol Gohar Sirjan FC in der iranischen Persian Gulf Pro League. Die Quick Boys, der FC Dordrecht und PAEEK Kyrenia auf Zypern waren in den Jahren 2020 und 2021 seine nächsten Stationen. Seitdem ist er in Finnland aktiv und wurde dort 2022 Ligapokalsieger mit dem FC Honka Espoo. Seit dem 3. Januar 2024 steht er nun beim Ligarivalen Inter Turku unter Vertrag.

### Nationalmannschaft
Von 2009 bis 2013 absolvierte der Mittelfeldspieler insgesamt neun Partien für diverse niederländische Jugendnationalmannschaften und erzielte dabei einen Treffer. Bei der U-17-Weltmeisterschaft 2009 in Nigeria stand er zwar im Kader seines Landes, kam jedoch in keinem der drei Gruppenspiele zum Einsatz.

## Erfolge
- Finnischer Ligapokalsieger: 2022